# Bridget Regan
Bridget Regan (ur. 3 lutego 1982 w San Diego w stanie Kalifornia) – amerykańska aktorka filmowa, telewizyjna i teatralna. Grała m.in. rolę Kahlan Amnell w serialu Miecz prawdy.

## Kariera
Od 2006 roku, pojawiła się ona w kilku filmach i programach telewizyjnych. Jej filmografia obejmuje The Wedding Album, Blinders, Supreme Courtships, The Babysitters i Seks w wielkim mieście. Miała również gościnne występy w TV: Love Monkey, Prawo i porządek: Zbrodniczy zamiar, American Experience, Sześć stopni oddalenia, The Black Donnellys i Detektyw Amsterdam.
W latach 2008–2010 grała postać Kahlan Amnell w serialu Miecz prawdy, na podstawie cyklu Terry’ego Goodkinda o tym samym tytule.
W latach 2013–14 grała w serialu Białe kołnierzyki. W 2014 zagrała też w filmie John Wick.

## Filmografia

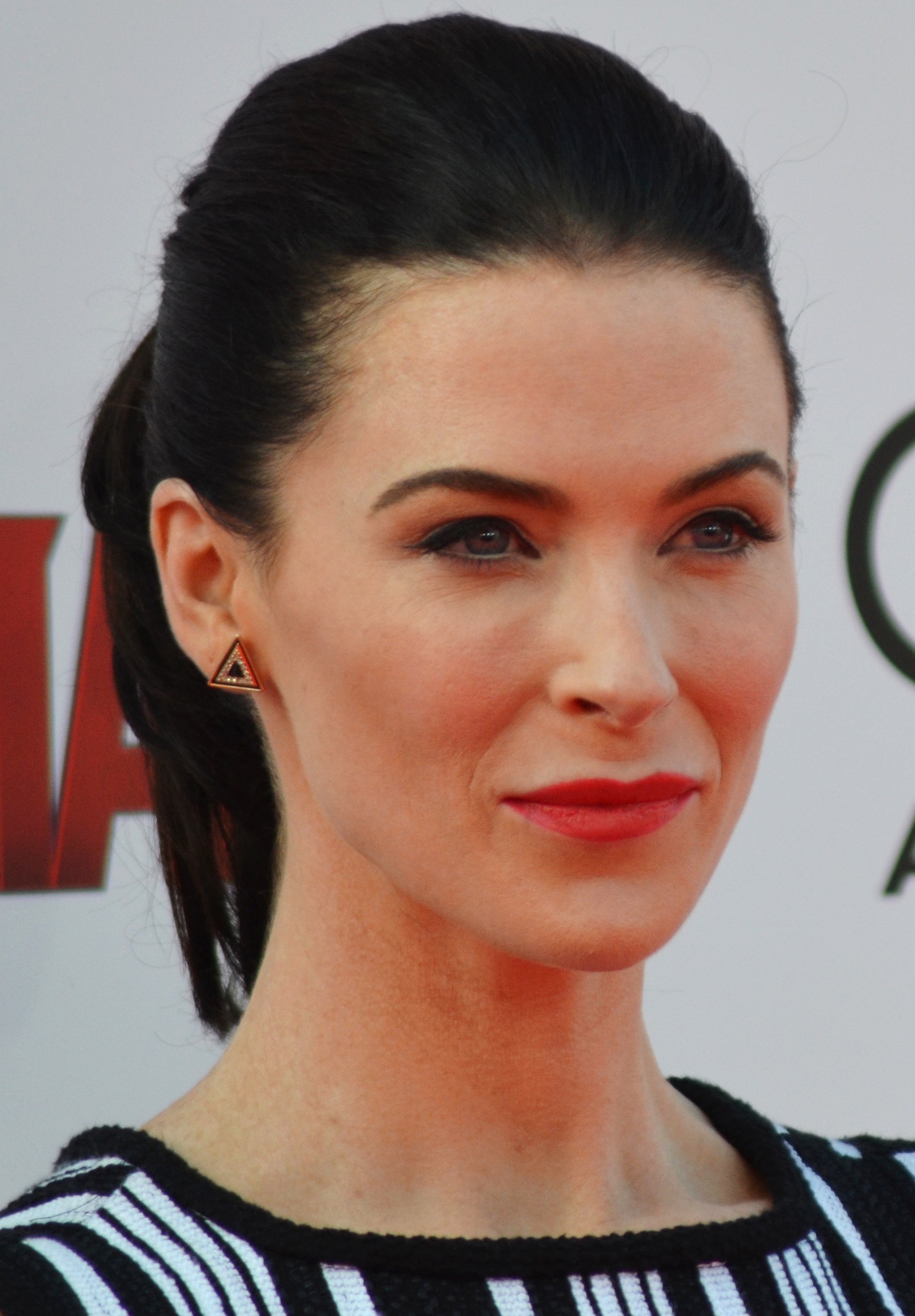
Regan na premierze filmu Ant-Man w 2015

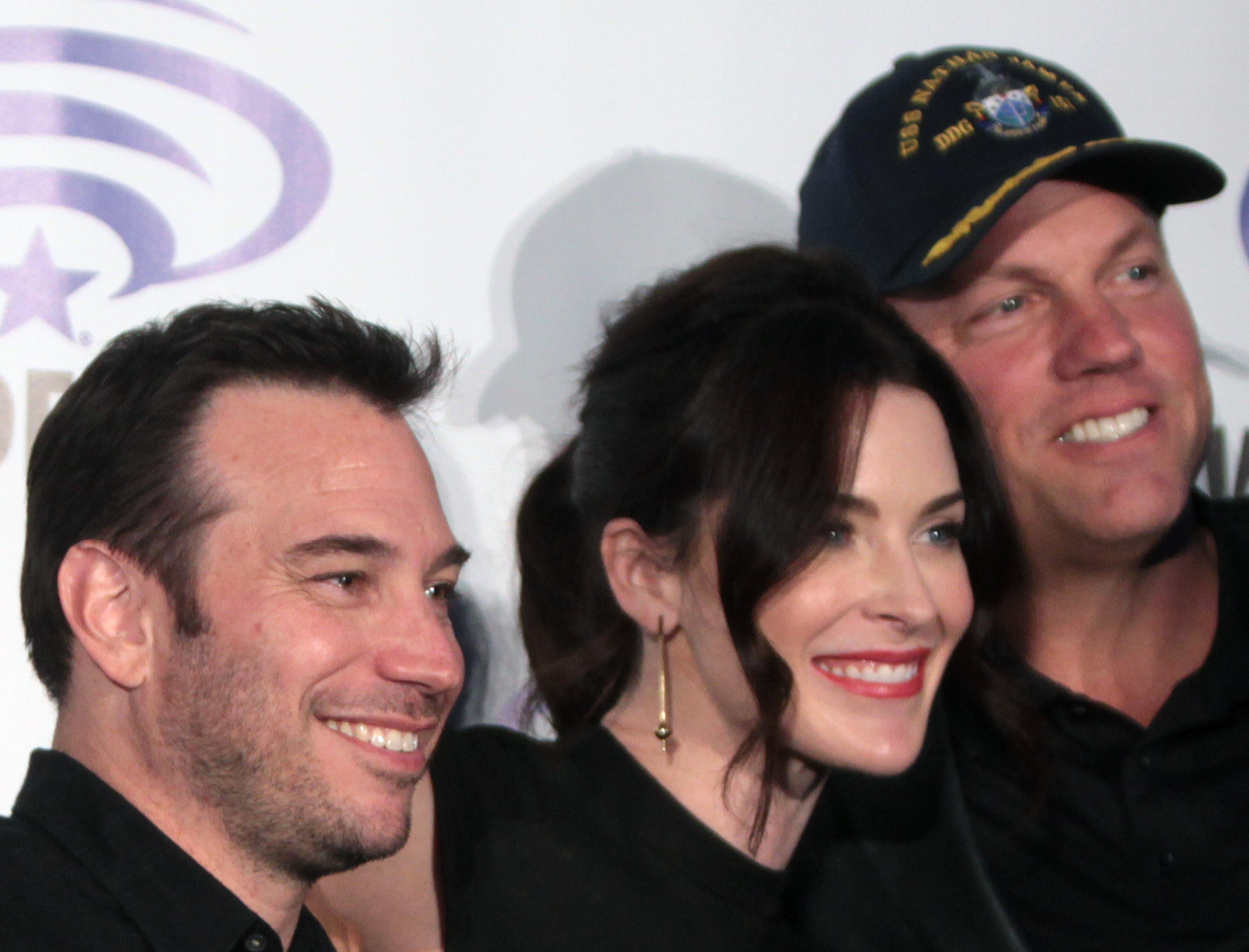
Hank Steinberg, Bridget Regan i Adam Baldwin w 2016

| Rok         | Tytuł                               | Rola                       | Uwagi                            |
| ----------- | ----------------------------------- | -------------------------- | -------------------------------- |
| 2006        | The Wedding Album                   | Kate                       | Serial telewizyjny               |
| 2006        | Love Monkey                         | Kobieta                    | odcinek „Pilot”                  |
| 2006        | Blinders                            | Vivian                     |                                  |
| 2006        | Prawo i porządek: Zbrodniczy zamiar | ADA Claudia Shankly        | odcinek „Masquerade”             |
| 2007        | Prawo i porządek: Zbrodniczy zamiar | ADA Claudia Shankly        | odcinek „Silencer”               |
| 2007        | Supreme Courtships                  | Holly                      | Film TV                          |
| 2007        | The American Experience             | Angelica Shippen           | odcinek „Alexander Hamilton”     |
| 2007        | Sześć stopni oddalenia              | Diana Foss                 | odcinek „A Simple Twist of Fate” |
| 2007        | The Babysitters                     | Tina Tuchman               |                                  |
| 2007        | The Black Donnellys                 | Trish Hughes               | 4 odcinki                        |
| 2008        | Detektyw Amsterdam                  | Daphne Tucker              | odcinek „Keep the Change”        |
| 2008        | Seks w wielkim mieście              | Hostessa                   |                                  |
| 2008 - 2010 | Miecz prawdy                        | Kahlan Amnell              | Serial telewizyjny, główna rola  |
| 2010        | The Best and the Brightest          | Robin                      |                                  |
| 2011        | NCIS: Los Angeles                   | Elizabeth Smith            | odcinek: „Cyber Threat"          |
| 2011        | Hide                                | Annabelle Granger          | film TV                          |
| 2011        | Impersonalni                        | Wendy McNally              | odcinek: „Number Crunch"         |
| 2012        | The Frontier                        | Hannah Strong              | pilot serialu                    |
| 2012        | Pułapki umysłu                      | Victoria Ryland            | odcinki: „Shadow”, „Light"       |
| 2013        | Murder in Manhattan                 | Lex Sutton                 | film TV                          |
| 2013        | Beauty & the Beast                  | Alex Salter                | 4 odcinki                        |
| 2013        | Synowie Anarchii                    | Escort                     | odcinek: „Straw"                 |
| 2013–14     | Białe kołnierzyki                   | Rebecca Lowe/Rachel Turner | 9 odcinków                       |
| od 2014     | Jane the Virgin                     | Rose                       | powracająca rola                 |
| 2014        | John Wick                           | Addy                       |                                  |
| 2015        | Żona idealna                        | Madeline Smulders          | odcinek: „Bond"                  |
| 2015–16     | Agentka Carter                      | Dottie Underwood           | powracająca rola                 |
| 2016-2018   | Ostatni okręt                       | Sasha Cooper               | główna rola                      |
| 2016        | Chirurdzy (Grey's Anatomy)          | Megan Hunt                 | rola gościnna (sezon 13)         |

### Teatr
| Termin                              | Tytuł               | Rola          | Uwagi              |
| ----------------------------------- | ------------------- | ------------- | ------------------ |
| 12 października – 14 listopada 1999 | Sweet Bird of Youth |               | La Jolla Playhouse |
| 21 marca 2005                       | Children and Art    |               | Broadway           |
| 20 września – 23 października 2005  | The Scottish Play   | Eden          | La Jolla Playhouse |
| 9 grudnia 2007 – 9 marca 2008       | Is He Dead?         | Cecile Leroux | Broadway           |
| 21 stycznia 2008                    | Geneva              | Begonia Brown | The Players        |